# Xã Ames, Quận Athens, Ohio
Xã Ames (tiếng Anh: Ames Township) là một xã thuộc quận Athens, tiểu bang Ohio, Hoa Kỳ. Năm 2010, dân số của xã này là 1.183 người.